# Gladbach, Bernkastel-Wittlich
Gladbach là một đô thị ở huyện Bernkastel-Wittlich, trong bang Rheinland-Pfalz, Đô thị Gladbach, Bernkastel-Wittlich có diện tích 3,6 km², dân số thời điểm ngày 31 tháng 12 năm 2006 là 353 người.